# Сорокуш смугастий
Сороку́ш смугастий (Thamnophilus doliatus) — вид горобцеподібних птахів родини сорокушових (Thamnophilidae). Мешкає в Центральній і Південній Америці.

## Опис
Довжина птаха становить 15-16 см, вага 24-30 г. Виду притаманний статевий диморфізм. Самець смугастий, чорно-біоий, на лобі чорний чуб. Верхня частина тіла в самиці рудувата, на лобі каштановий чуб. На скронях і шиї чорні смужки. Нижня частина тіла яскраво-жовта. Лапи сірі, дзьоб чорний, райдужки жовтуваті.
у представників різних підвидів яскравість забарвлення, кількість смужок і колір нижньої частини тіла різниться. Так, у представників підвиду T. d. tobagensis забарвлення нижньої частини тіла самців світліше, а самок — темніше, ниж в представників номінативного підвиду. помітно відрізняються представники підвиду T. d. capistratus. потилиця самців яких чорна, без білих смужок, а у самиць горло і живіт смугасті. Також це єдиний підвид, представники якого мають червоні очі. Деякі дослідники вважають його окремим видом Thamnophilus capistratus

## Підвиди
Виділяють деванадцять підвидів:
- T. d. intermedius Ridgway, 1888 — східна і південна Мексика, Гватемала, Гондурас, Сальвадор, Беліз, Нікарагуа, Коста-Рика, західна Панама;
- T. d. nesiotes Wetmore, 1970 — острови Іслас-де-лас-Перлас (Панама);
- T. d. eremnus Wetmore, 1957 — острів Коїба (Панама);
- T. d. nigricristatus Lawrence, 1865 — центральна Панама;
- T. d. albicans Lafresnaye, 1844 — північна, західна Колумбія;
- T. d. nigrescens Lawrence, 1867 — північ центральної Колумбії, північний захід Венесуели;
- T. d. tobagensis Hartert, E & Goodson, 1917 — острів Тобаго;
- T. d. doliatus (Linnaeus, 1764) — східна Колумбія, Венесуела (за винятком північно-західної), острів Тринідад, Гаяна, Французька Гвіана, Суринам, північна Бразилія;
- T. d. difficilis Hellmayr, 1903 — схід центральної Бразилії;
- T. d. capistratus Lesson, R, 1840 — східна Бразилія;
- T. d. radiatus Vieillot, 1816 — північно-східний Еквадор, східне Перу, південно-східна Колумбія, західна і південно-західна Бразилія, північно-східна Болівія, Парагвай, північна Аргентина;
- T. d. cadwaladeri Bond, J & Meyer de Schauensee, 1940 — південна Болівія.

## Поширення і екологія
Смугасті сорокуші широко поширені від північно-східної Мексики (зафіксований випадок появи птаха в південному Техасі) до північної Аргентини. Вони живуть в різноманітних лісових середовищах, в парках і садах, в чагарникових заростях на висоті до 2000 м над рівнем моря. На більшій частині всього ареалу це найпоширеніший вид сорокушів. Це осідлий вид птахів.

## Поведінка
Моногамний, територіальний птах. Харчуються комахами, зокрема мурахами, яких шукає на землі. Може їсти ягоди і ловити невеликих плазунів. Гніздо глибоке, тонкостінне, чашоподібне, підвішується до горизонтально розташованої гілки на висоті 1-9 м над землею. В кладці 2 кремово-білих яйця, поцятковані пурпуровими або шоколадними плямками. Інкубаційний період триває 14 днів. Пташенята покриваються пір'ям на 12-13 день.

## Галерея

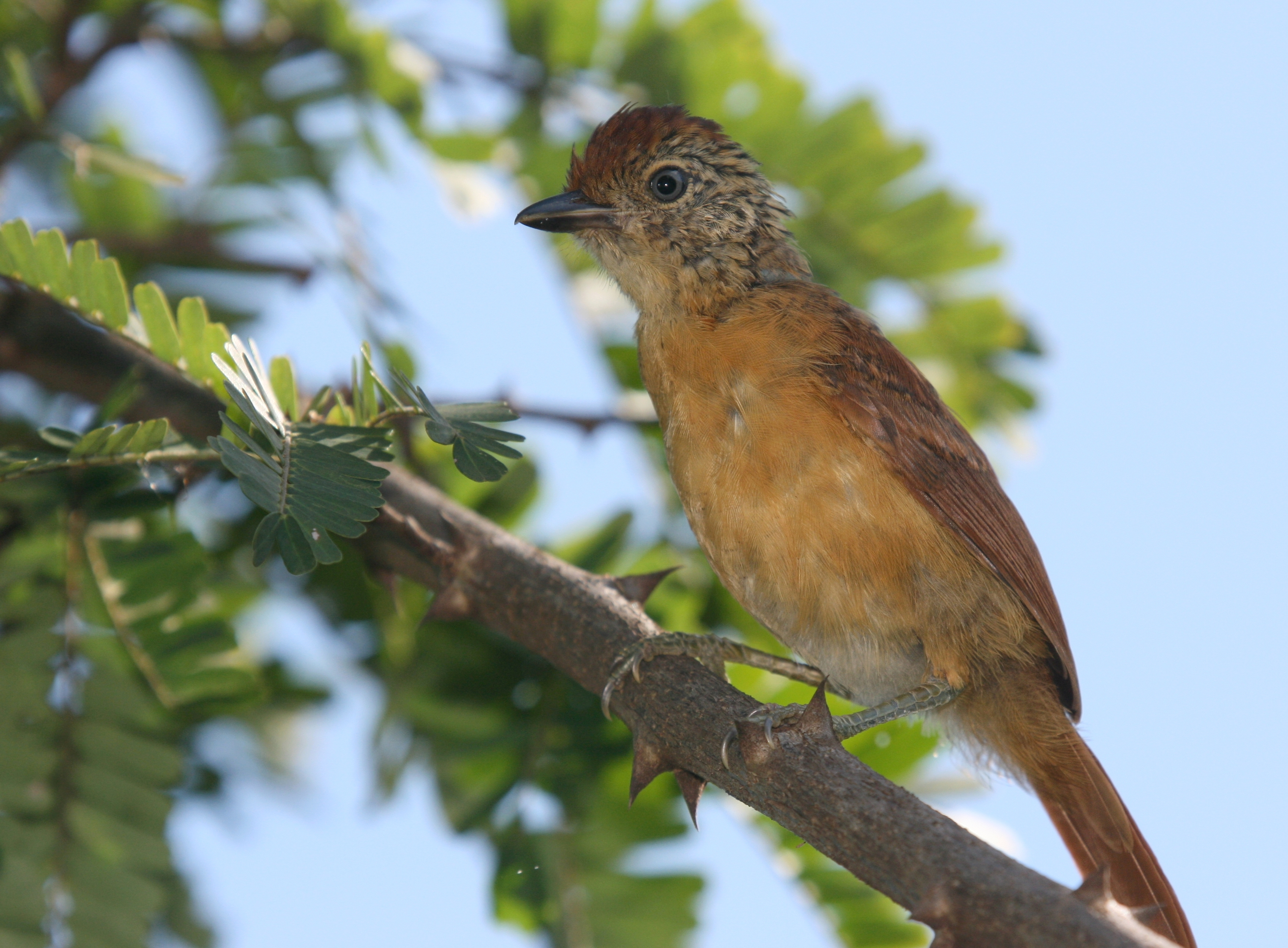
Молода самиця (Гояс, Бразилія)
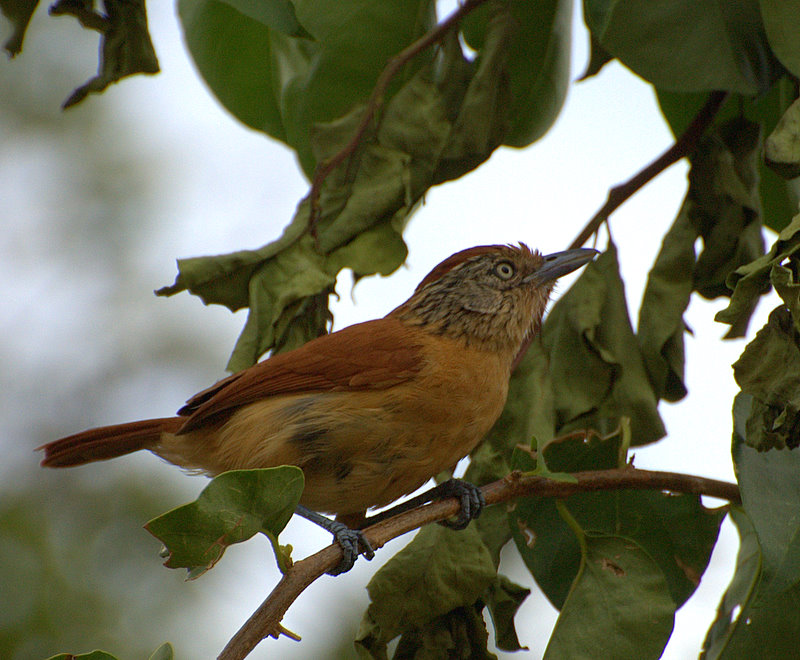
Самиця (Бразилія)
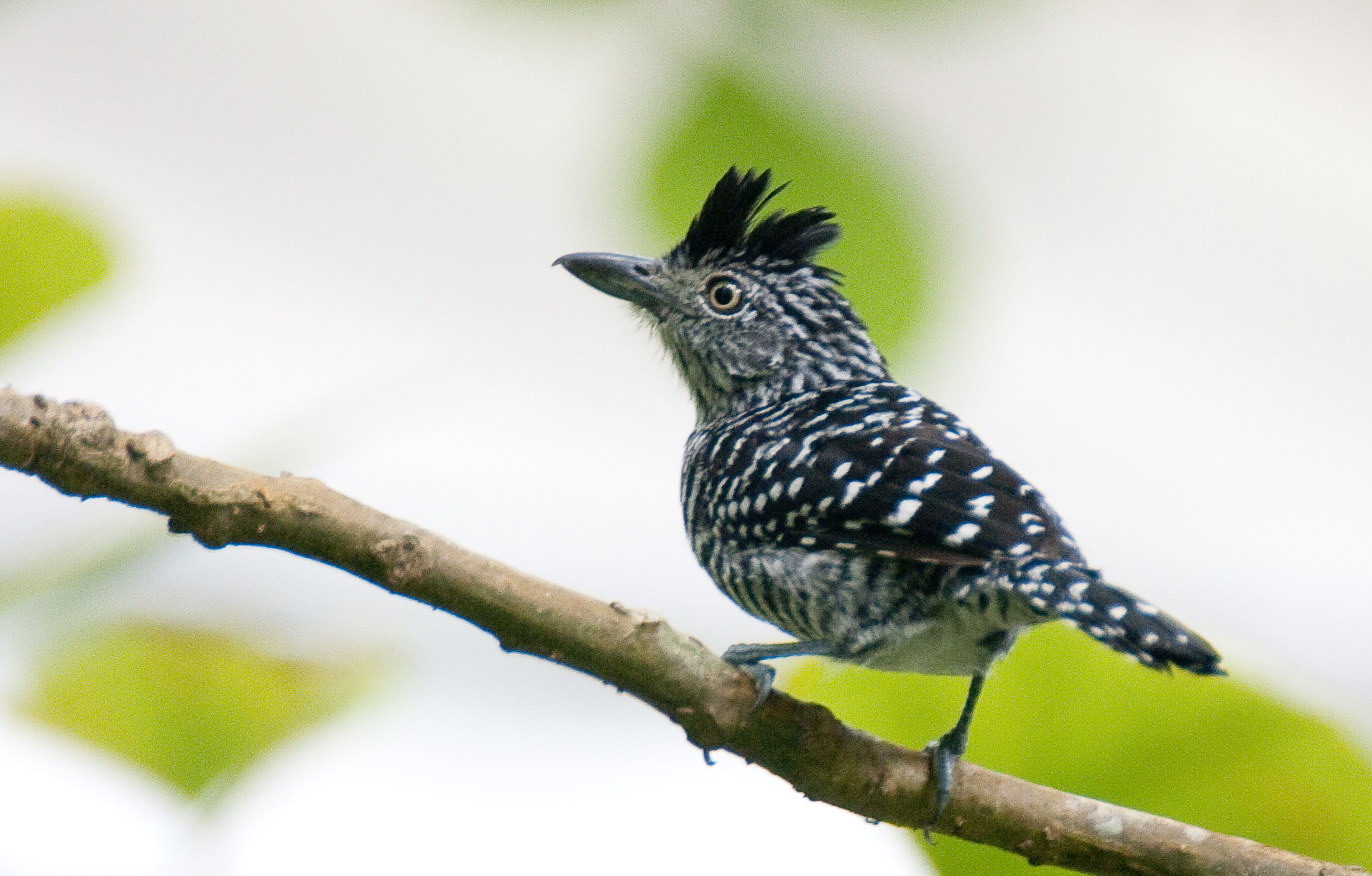
Самець (Панама)
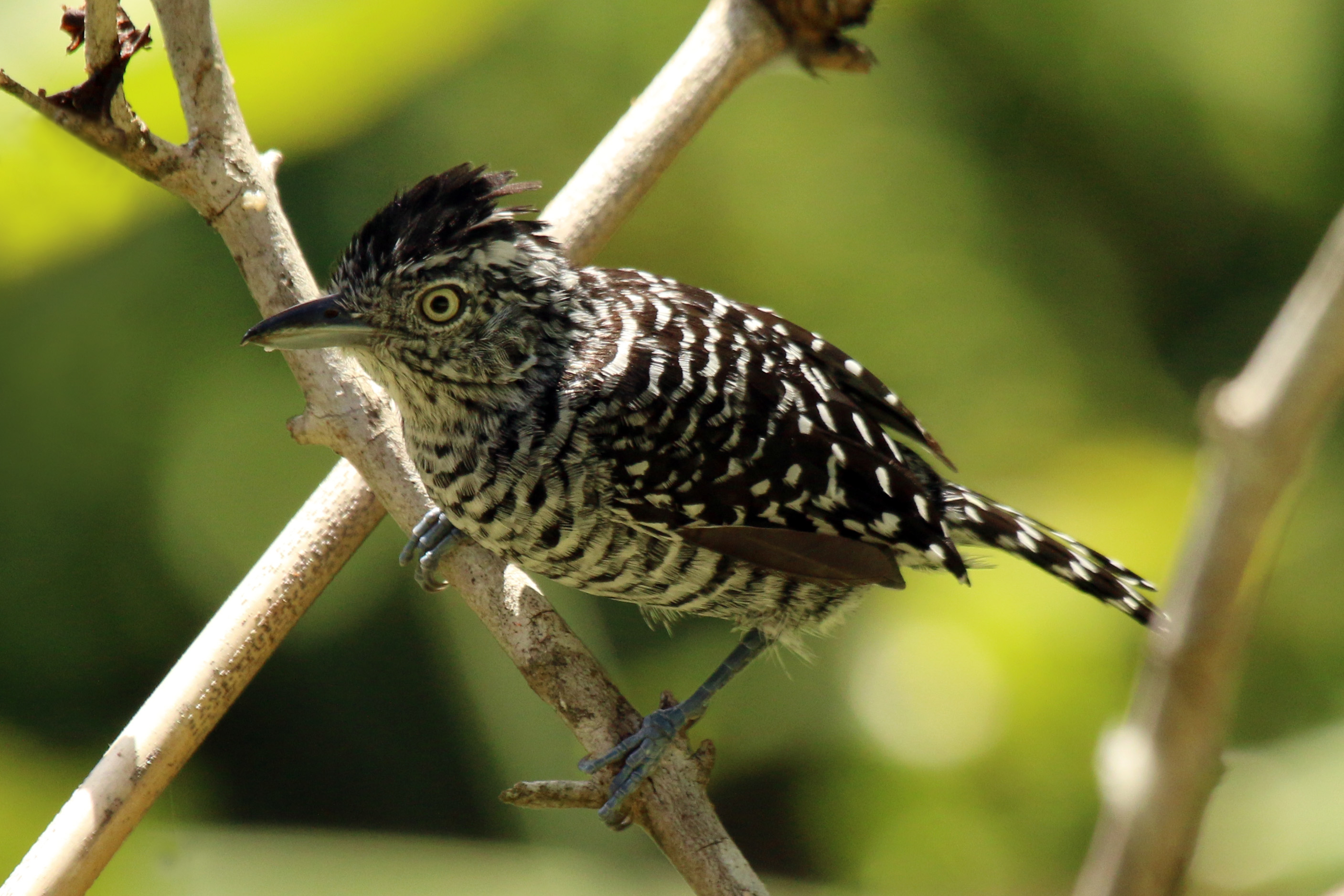
Самець підвиду T. d. tobagensis (Тобаго)
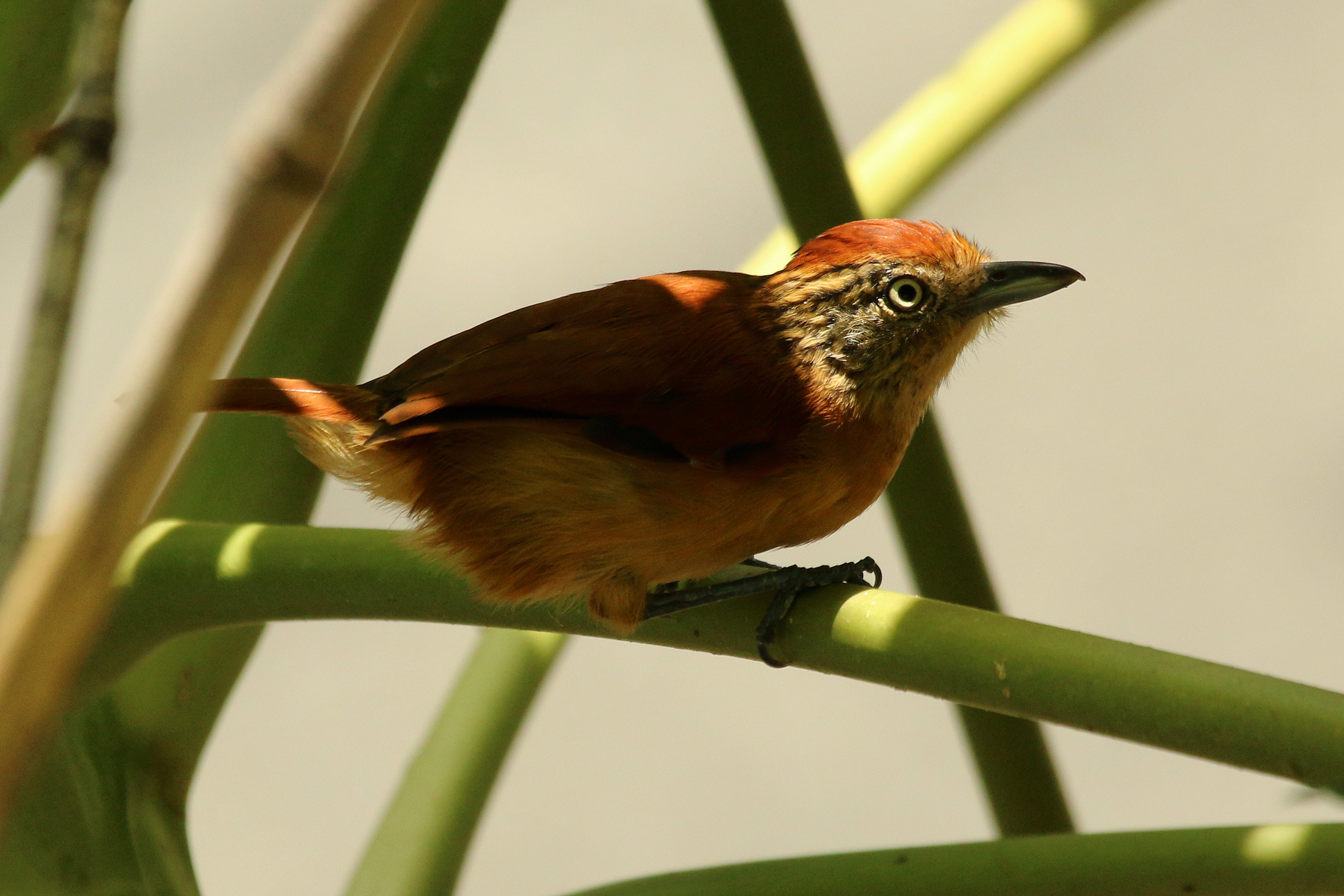
Самиця підвиду T. d. tobagensis (Тобаго)
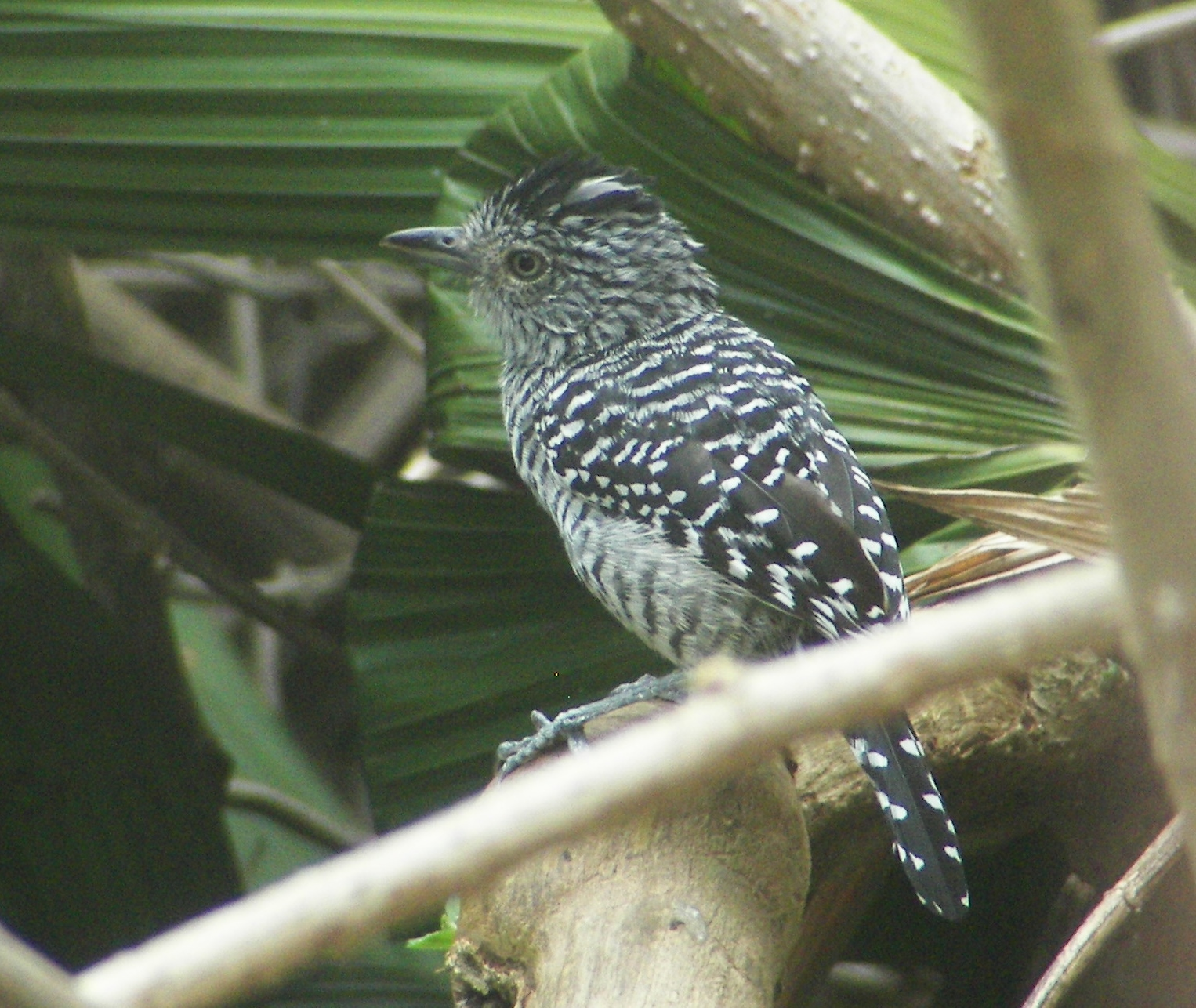
Самець (Національний парк Анрі Пітьє, Венесуела)